# منطقه مطلوب

منطقه ی مطلوب که نابرابری مارکف آن را محدود می کند.

منطقهٔ مطلوب (انگلیسی: region of interest)، تعدادی نمونه در یک مجموعه داده است که برای یک هدف خاص، مشخص شده‌است. بسیاری از برنامه‌های نظارتی نیاز به شناسایی اهداف یا مناطق مطلوب در تصاویر دیجیتال دارند. سپس این مناطق مطلوب می توانند به‌طور خودکار برای سنجش بیشتر یا کنترل الگوریتم‌های هوشمند مثل الگوریتم فشرده‌سازی یا برای تجزیه و تحلیل بیشتر و برای شناسایی و شناسایی هدف مورد استفاده قرار گیرند.
مفهوم منطقهٔ مطلوب در بسیاری از حوزه‌ها کاربرد دارد.
برای مثال در تصویربرداری پزشکی، مرزهای یک تومور در یک تصویر یا حجم، به منظور اندازه‌گیری اندازهٔ تومور، می‌تواند منطقهٔ مطلوب باشد. همچنین مرز اندوکریتی، پایان سیستول و پایان دیاستول در مراحل چرخهٔ قلبی است که به منظور ارزیابی عملکرد قلب، بر روی تصویر تعریف می‌شود. در سامانه اطلاعات جغرافیایی (GIS)، منطقهٔ مطلوب می‌تواند به عنوان یک چندضلعی در یک نقشهٔ دوبعدی در نظر گرفته شود. در بینایی رایانه ای و نویسه خوان نوری، منطقهٔ مطلوب می‌تواند مرزهای تصویر مورد بررسی باشد. در بسیاری از کاربردها، برچسب‌های نمادین به منطقهٔ مطلوب اضافه می‌شوند تا بتوانند محتوای خود را به شیوهٔ کامپیوتری توصیف کنند. درون هر منطقهٔ مطلوب ممکن است نقاط مطلوب منحصر به فردی وجود داشته باشد.

## مثال‌هایی از منطقهٔ مطلوب
- مجموعه داده یک بعدی: فاصله زمانی یا فرکانسی در یک شکل موج
- مجموعه داده دو بعدی: مرز یک شی در تصویر
- مجموعه داده سه بعدی: کانتورها یا سطوح معرف کلیت یک شی در یک حجم
- مجموعه داده داده چهار بعدی: کلیت یک شی یا یک فاصله زمانی خاص در یک فضای زمان-حجم

## روش های تشخیص
تشخیص ROI برای سال‌ها مورد مطالعه قرار گرفته‌است. 
اکثر الگوریتم‌ها از روش‌های مبتنی بر ویژگی یا مبتنی بر شیء استفاده می‌کنند. روش‌های مبتنی بر ویژگی، پیکسل‌هایی را پیدا می‌کنند که ویژگی‌های نوری مشترکی با هدف دارند. این روش می‌تواند بیشتر پیکسل‌های هدف را بر اساس شباهت‌های نوری جذب کند. با این وجود، تمام پیکسل‌های هدف دارای ویژگی‌های نوری قوی نیستند، بنابراین منطقه‌ی مطلوب معمولاً نمی‌تواند کل هدف را در بر گیرد. علاوه بر این، روش‌های مبتنی بر ویژگی نمی توانند بین اهداف تمییز قائل شوند، که می‌تواند در مراحل بعدی پردازش باعث اختلال شود. 
از سوی دیگر، روش‌های مبتنی بر شیء، مناطق مطلوب را در سطحی بالاتر از رویکرد پیکسل به پیکسل و با استفاده از اطلاعاتی مانند شکل و ساختار هدف تشخیص می دهند. روش‌های معمول، تطبیق الگو و فیلترهای همگرا هستند. اگر چه این روش می‌تواند یک منطقهٔ مطلوب را به یک هدف اختصاص دهد، اما نیاز به محاسبات زیادی دارد. بنابراین شناسایی چند هدف دشوار است و زمانی که به تصاویر با کیفیت پایین اعمال می‌شود، قابل اعتماد نیست.

## روش‌های کد‌گذاری
سه روش اصلی برای کدگذاری منطقهٔ مطلوب وجود دارد:
- به عنوان یک قسمت یکپارچه از مجموعه داده‌های نمونه، با یک مقدار یکتا یا پوششی نشان داده می‌شود و ممکن است در خارج یا داخل محدودهٔ طبیعی‌ای باشد که مقادیر اتفاق می‌افتند.
- به عنوان اطلاعات جداگانه‌ی کاملا گرافیکی، با استفاده از عناصر رسم بردار یا بیت‌مپ که ممکن است به همراه متن، در قالب خود داده‌ها باشد.
- به عنوان اطلاعات معنایی ساختاریافته‌ی جداگانه (مانند انواع مقادیر کدگذاری شده) که به همراه یک مجموعه از مختصات مکانی و/یا زمانی می‌باشد.

## تصویربرداری پزشکی

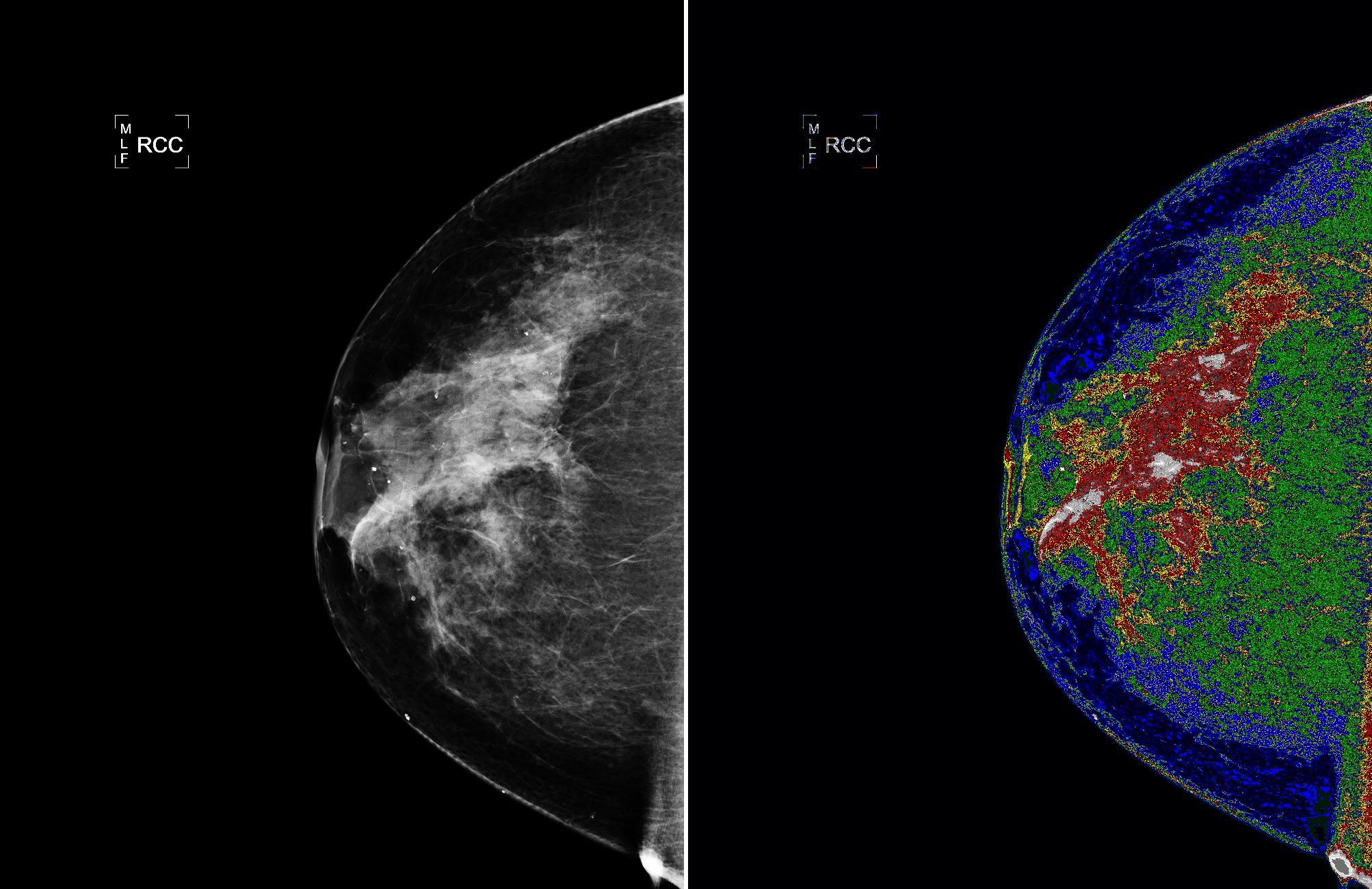
نصویر سمت چپ، یک تصویر ماموگرام را نشان می دهد؛ تصویر سمت راست، تصویر ماموگرام را بعد از پردازش MED-SEG نشان می دهد که در آن نقاط مطلوب به رنگ سفید برچسب گذاری شده اند.

استانداردهای تصویربرداری پزشکی مانند دایکام، مکانیسم‌های کلی و کاربردی را برای پشتیبانی موارد مختلف فراهم می‌کنند.
برای تصاویر دایکام (دوبعدی یا بیشتر):
- آسیب می‌تواند در محدودهٔ مقادیر طبیعی پیکسل‌های تصاویر یا متن رخ دهد.
- بیت‌مپ تصویر یا متن می‌تواند به صورت بیت‌های پرارزش بدون استفاده از اطلاعات پیسکلی یا در ویژگی‌های جداگانه موجود باشد.
- گرافیک برداری ممکن است به صورت ویژگی‌های تصویر جداگانه به صورت منحنی، کدگذاری شده باشد.
- گرافیک و متن برداری بدون ساختار همانند بیت‌مپ ممکن است در یک شی (تصویر) جداگانه به عنوان حالت نمایش کدگذاری شده باشد که به شی (تصویری) که به آن اعمال شده، اشاره می‌کند.
- داده‌های ساختارمند ممکن است در یک شی جداگانه به عنوان گزارشی ساختاریافته و به شکل یک درخت از جفت‌های اسم-مقدار از مفاهیم و یا به صورت محتوای متنی مرتبط با اطلاعات کمی به دست آمده، کدگذاری شوند که می‌توانند به مختصات زمانی و/یا مکانی ارجاع داده شوند و به نوبهٔ خود مرجع اشیا تصویری هستند که به آن‌ها اعمال می‌شوند.
- مکان‌های مرجع ممکن است به عنوان ثابت‌هایی به شکل مختصات فضایی با یک هدف مرتبط کدگذاری شده، یا به عنوان مختصات پیکسل با ارجاع به تصاویر خاص یا به عنوان مختصات در یک فضای دکارتی سه بعدی با نام بیمار-وابستگی کدگذاری شوند.
- پیکسل‌ها (احتمالا غیرمجاور) ممکن است به بخش‌های تقسیم‌بندی شده‌ای طبقه‌بندی گردند که در یک شی تقسیم‌شده، به عنوان مقادیر باینری یا مقادیر احتمالاتی در یک جدول (که لازم نیست که همان نمونه برداری فضایی را دارا باشد یا از بخش‌های تقسیم‌بندی شده‌استخراج شده باشد) کدگذاری شوند. این‌ موارد معمولاً توسط اشیا دیگری ارجاع داده می‌شوند که حاوی محتوای ساخت‌یافته (گزارش ساخت‌یافته) هستند.

برای تصاویر دایکام پرتودرمانی:
- کانتورهای اشیا را می‌توان به عنوان مجموعه‌های ساختاری یا به عنوان مختصات پیکسلی با ارجاع به تصاویر خاص یا به عنوان مختصات در یک فضای دکارتی سه بعدی به نام بیمار-وابستگی تعریف کرد.

برای شکل موج‌های مبتنی بر زمان دایکام:
- مقادیر شکل موج ممکن است آسیب ببینند.
- تفسیرها ممکن است به صورت ویژگی‌های جداگانه در چندین نقطه از زمان، یا طیفی از زمان و یا با تعدادی نمونه یا زمان مشخص‌شده، کدگذاری شوند.
- داده‌های ساختارمند ممکن است در یک شی جداگانه به عنوان گزارشی ساختاریافته و به شکل یک درخت از جفت‌های اسم-مقدار از مفاهیم و یا به صورت محتوای متنی مرتبط با اطلاعات کمی به دست آمده کدگذاری شوند که می‌توانند به مختصات مکانی ارجاع داده شوند و به نوبهٔ خود مرجع اشیا تصویری هستند که به آن‌ها اعمال می‌شوند.

## سیستم‌های تحلیل سند
در نویسه خوان نوری و تحلیل طرح سند، منطقه‌ی مطلوب به صورت سلسله مراتبی شامل صفحات، متون یا بلوک‌های گرافیکی، تصاویر خطی-نواری منحصر به فرد، کلمه و حروف کادرهای تصویر می‌باشد . استاندارد غیررسمی ذخیره‌سازی و استفاده در کتابخانه‌ها، به صورت {image_file, xml_file} می‌باشد که استفاده از فایل *.tiff برای تصویر به همراه یک فایل *.xml متداول است.